# L'estate di San Martino dura tre giorni e un pochinino
L'estate di San Martino dura tre giorni e un pochinino è un proverbio popolare molto antico a sfondo religioso, ma anche laico, diffuso in molte zone d'Italia, che riguarda una festività e le tendenze meteo di quel periodo dell'anno.

## San Martino e l'estate
Le mezze stagioni sono caratterizzate da un clima fortemente variabile, e così come in primavera esistono i noti nodi del freddo, quindi brevi periodi in cui il freddo ritorna prepotentemente alla ribalta, esistono anche i nodi del caldo e i tre giorni di San Martino rappresentano, secondo la tradizione, un ritorno del caldo.

### Origini
La leggenda narra che Martino, l'11 novembre si trovasse ad Amiens, in Gallia nel cammino di ritorno verso casa. Nel bel mezzo di una bufera incontrò un mendicante rattrappito dal freddo e con un moto di generosità gli offrì metà del suo mantello. Dopo pochi attimi la pioggia smise di cadere, il vento si placò ed un bel sole fuoriuscì a riscaldare la temperatura. Quindi la leggenda prevede che la breve interruzione di tre giorni della morsa del freddo, si ripeta ogni anno per commemorare il gesto magnanimo e generoso, visto che Martino quelle stessa notte ebbe in sogno Gesù, che ebbe parole di stima per il futuro santo, sostenendo che dietro il travestimento del mendicante vi era proprio lui.